# Automuseum Bad Rothenfelde
Das Automuseum Bad Rothenfelde war ein Museum für Oldtimer in Niedersachsen.

## Geschichte
Das Automuseum wurde am 19. März 1975 eröffnet. Betreiber waren anfangs Lothar Frank und Peter Taschenmacher. Das Gebäude befand sich an der Parkstraße 7 A in Bad Rothenfelde im Landkreis Osnabrück. Es war ein unter Denkmalschutz stehender Fachwerkbau von 1750. Das Museum hatte täglich geöffnet. 1981 wurden die beiden Betreiber noch bestätigt. 1983 stieg Taschenmacher aus und widmete sich seinem Uhrenmuseum Bad Iburg in nahen Bad Iburg. Für 1990 wird Lothar Frank als Inhaber bestätigt.
1992 hatte das Museum noch geöffnet. In einem Bericht über Automobil- und Motorradmuseen in Ostwestfalen und Umgebung von 1996 wird das Museum im Gegensatz zu 14 anderen Fahrzeugmuseen nicht mehr aufgeführt.

## Ausstellungsgegenstände

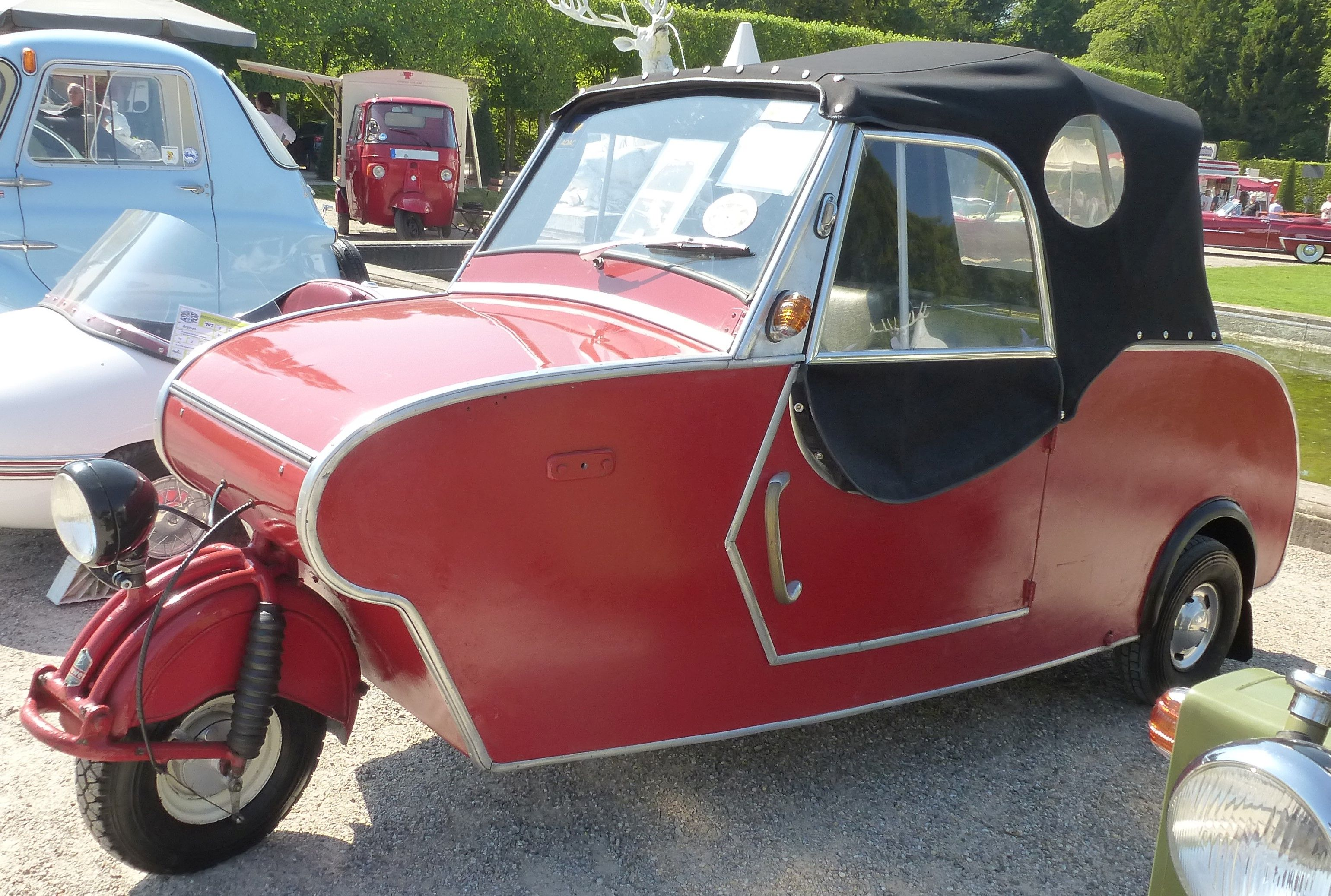
Der Grewe & Schulte-Derne aus dem Museum

Das Museum stellte 43 Automobile aus. Angegeben sind Adler Favorit, Glas 1300 GT, NSU Wankel Spider, Zündapp Janus, Polymobil von 1904, BMW 507 und Mercedes-Benz 190 SL.
Weitere Quellen nennen Mercedes-Benz Mannheim Sport von 1931, Heinkel Kabine, Opel 4/16 PS von 1927, Hanomag 2/10 PS von 1924, Fiat 509 von 1925, drei Lanz Bulldog und ein Hochrad der 1880er Jahre, Bond Bug, Grewe & Schulte-Derne von 1954, ein Dreirad von der Friedrich Albrecht Fahrzeugfabrik, Goliath Pionier, Borgward Isabella Coupé, DKW F 7, Ford Modell T, Ford Modell A, Mercedes-Benz W 113, Citroën Typ C, Fuldamobil S-2 und mehrere Motorräder, unter anderem von den Presto-Werken, Maico MC 500/4 von 1956, BMW Isetta, Goggomobil, Messerschmitt Kabinenroller, Auto Union 1000 Sp, Porsche 356 B von den Drauz-Werken, VW Karmann-Ghia 1500, Mercedes-Benz 220 SE Cabriolet, Goliath Dreirad, Hoffmann-Zugmaschine von 1936 und die Zweiräder BMW R 42, NSU 500 von 1926, DKW Hobby, Vespa von 1951, Heinkel Perle und Röhr Rolletta sowie einen Traktor von Hako.
Des Weiteren befanden sich dort etwa 30 Schreibmaschinen, Kameras, alte Bauerngeräte, Uhren, 50 Bügeleisen, 60 Radios und 150 Fingerhüte.
Die beiden Inhaber waren im Besitz eines Invicta 4 ½ Litre von 1930, der 2014 auf einer Auktion angeboten wurde. Ob das Fahrzeug im Museum ausgestellt war, bleibt unklar.
Der Grewe & Schulte-Derne wurde nach Auflösung des Museums von der Vehikelsammlung Eppelheim übernommen und 2019 auf dem Concours d’Elegance in Schwetzingen präsentiert.